# کالپودیوس
کالپودیوس (ایتالیایی: San Calepodio؛ – ۲۳۲ میلادی) قدیس مسیحی اهل روم باستان و کشیشی بود که در جریان آزار و اذیت مسیحیان در امپراتوری روم توسط امپراتور روم الکساندر سوروس کشته شد.